# Hamatocanthoscypha laricionis
Hamatocanthoscypha laricionis är en svampart som först beskrevs av Josef Velenovský, och fick sitt nu gällande namn av Svrcek 1977. Hamatocanthoscypha laricionis ingår i släktet Hamatocanthoscypha och familjen Hyaloscyphaceae.  Arten är reproducerande i Sverige. Inga underarter finns listade i Catalogue of Life.